# Clarkeulia
Clarkeulia är ett släkte av fjärilar. Clarkeulia ingår i familjen vecklare.

## Dottertaxa tillClarkeulia, i alfabetisk ordning[1]
- Clarkeulia aerumnosa
- Clarkeulia ardalio
- Clarkeulia aulon
- Clarkeulia bourquini
- Clarkeulia conistra
- Clarkeulia craterosema
- Clarkeulia deceptiva
- Clarkeulia dimorpha
- Clarkeulia dubia
- Clarkeulia egena
- Clarkeulia episticta
- Clarkeulia excerptana
- Clarkeulia expedita
- Clarkeulia exstinctrix
- Clarkeulia fortuita
- Clarkeulia lacrimosa
- Clarkeulia licea
- Clarkeulia mediana
- Clarkeulia mulsa
- Clarkeulia neoclyta
- Clarkeulia oreographa
- Clarkeulia perversa
- Clarkeulia placabilis
- Clarkeulia sellata
- Clarkeulia semanota
- Clarkeulia sematica
- Clarkeulia semigrapha
- Clarkeulia separabilis
- Clarkeulia sepiaria
- Clarkeulia seposita
- Clarkeulia simera
- Clarkeulia sonae
- Clarkeulia spadix
- Clarkeulia spectanda
- Clarkeulia umbrifera
- Clarkeulia virga